# Spiroglossa tpus
Spiroglossa tpus là một loài ruồi trong họ Tachinidae.